# Mätresse

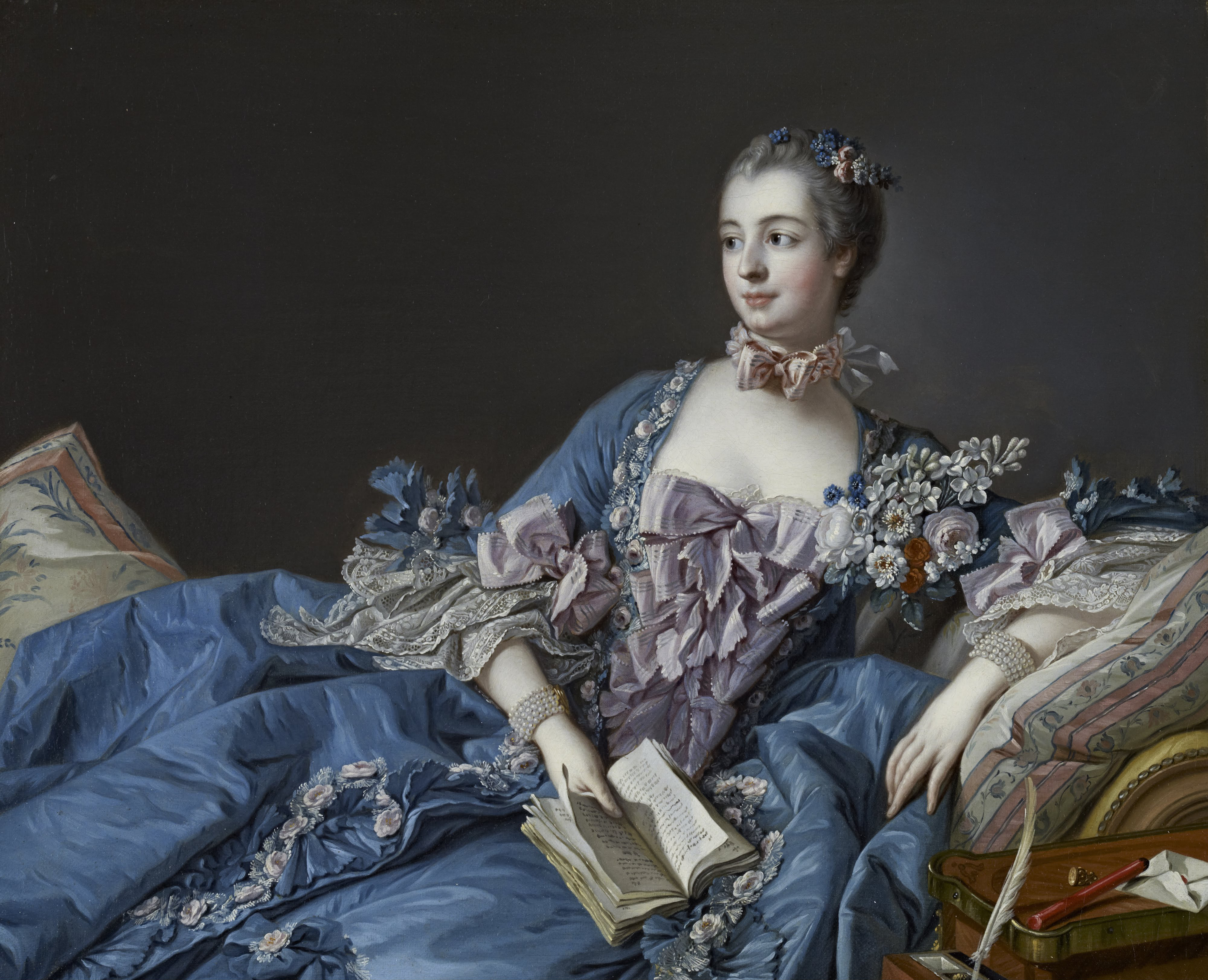
Madame de Pompadour, eine Mätresse Ludwigs XV.

Mätresse (aus französisch maîtresse ‚Herrin, Meisterin‘), als historischer Begriff in Europa maîtresse en titre, Titularmätresse, maîtresse régnante, regierende Mätresse oder offizielle Mätresse, war die mächtigste Geliebte eines Fürsten oder Prinzen an einem absolutistischen Hof. Die Institution der Mätresse entstand im spätmittelalterlichen Frankreich. Manche Mätressen waren auch politisch aktiv und erlangten erhebliche Macht.

## Bedeutungsverschiebung und Forschungsstand
Die Bedeutung des Begriffs Mätresse änderte sich im Lauf der Jahrhunderte von der herausragenden Geliebten in der Renaissance zur politischen Karrierefrau im Absolutismus und sank im 19. Jahrhundert als Folge der bürgerlichen Revolutionen ab zu einer Bezeichnung für ein prostitutionsnahes Dauerverhältnis eines mächtigen Mannes. Diese historischen Bedeutungsverschiebungen haben eine Bedeutungsverwirrung zur Folge, zumal einige Fürsten, z. B. Ludwig XIV., August der Starke, Ludwig XV., neben ihrer Ehefrau und der offiziellen Mätresse auch wechselnde Geliebte hatten.
Mätressen galten lange als unwürdiger Gegenstand der Forschung. Es gibt zahlreiche Bücher über sie, jedoch erst wenige wissenschaftliche Untersuchungen. 1982 nannte Helga Möbius die „merkwürdige“ Institution der offiziellen Mätresse „so etwas wie ein Hofamt“, 1991 arbeitete Gabriele Hoffmann die Institution der Mätresse als Karriereposition am absolutistischen Fürstenhof sowie das Profil einer erfolgreichen Mätresse heraus, 2001 erschien die Arbeit von Thomas Kuster über Mätressen des 18. Jahrhunderts. Von nun an folgten in kürzer werdenden Abständen wissenschaftliche Arbeiten über Konkubinen und Günstlinge im Spätmittelalter, über Favoritinnen im Frankreich der Renaissance, über die maîtresses en titre im Absolutismus. Die einschlägigen Veröffentlichungen stimmen darin überein, dass die Institution der Mätresse erst im Absolutismus voll ausgebildet war.

## Entstehung
Die Mätresse als feste und allgemein akzeptierte Institution an einem Fürstenhof stammt aus Frankreich. Seit Karl VI. (1380–1422) hatten fast alle französischen Könige weibliche Berater. Dies basierte auf einem geschlechterpolitischen Paradox, da Frauen nach dem salischen Gesetz nicht den Thron erben konnten, es seit dem Spätmittelalter aber üblich war, ihnen gegebenenfalls die Regentschaft zu übertragen: Sie galten also als intellektuell durchaus befähigt zur Politik, aber nicht rechtlich, das heißt, die Könige hatten nicht zu befürchten, dass sie ihnen die Herrschaft streitig machen würden. Dies galt umso mehr für die Mätressen, da die Königinnen, bis auf wenige Ausnahmen aus ausländischen Dynastien stammten, mithin eigene dynastische Interessen verfolgten. Die neuseeländische Kulturwissenschaftlerin Tracy Adams sieht als weitere Voraussetzung die Verbreitung mythologischer Bildwelten im Frankreich der Renaissance: Während beim festlichen Einzug des Königspaars zur Entgegennahme der Huldigung dieses lange als die Heilige Familie und die jeweilige Stadt als das himmlische Jerusalem inszeniert worden sei, hätten es seit dem 16. Jahrhundert daneben auch Darstellungen aus der antiken Götterwelt und namentlich der Jagdgöttin Diana gegeben, teils mit offenem Bezug auf Diane de Poitiers, die Geliebte König Heinrichs II., der von 1547 bis 1559 regierte. Diese Festumzüge mit theatralischen Elementen hätten zu einem veränderten Raumbewusstsein beigetragen, in dem mehrere Welten neben- oder ineinander denkbar geworden seien: Die christliche, in der König als Ehemann auftrat, und die polytheistische der Antike, in der er neben seiner Frau auch eine Mätresse haben konnte. Aus diesem Grund widerspricht Adams der verbreiteten Ansicht, die erste offizielle Mätresse sei Agnès Sorel gewesen, die Geliebte Karls VII., der Frankreich von 1422 bis 1461 regierte. Sie nennt als erste Mätresse, die in dieser Funktion in der Öffentlichkeit auftrat, vielmehr Anne de Pisseleu d’Heilly, die Geliebte Franz’ I., der von 1515 bis 1547 regierte.
Aus dem absolutistischen Frankreich wurde diese Institution dann in anderen Staaten übernommen: Kronprinz Friedrich von Preußen spottete in seinem Antimachiavell, jeder deutsche Fürst ruiniere sich durch die Imitation Ludwigs XIV.: „er baut sein Versailles, hat seine Mätressen und hält sich Heere!“

## Die Karriere des weiblichen Günstlings
Maîtresse en titre wurde die tatsächliche oder vorgebliche Geliebte eines Königs erst dann, wenn sie offiziell der Königin am Hof vorgestellt worden war. Sie bekam eine Wohnung und jährliche Zahlungen aus der Hofkasse. Idealerweise sollte sie als schöne, gebildete, geistreiche Gastgeberin den Hof zum beachteten Mittelpunkt des Landes machen. Mätressen waren soziale Aufsteigerinnen. Die volle Laufbahn einer erfolgreichen Mätresse reicht vom Status einer Frau in ungefestigter Standesposition zwischen Bürgertum und niedrigem Adel bis zur Heirat mit einem König: Ludwig XIV. heiratete in morganatischer Ehe die Marquise de Maintenon, Friedrich IV. von Dänemark heiratete Anna Sophie von Reventlow, Zar Peter der Große heiratete Martha Skawronskaja, die nach seinem Tod Russland als Zarin Katharina I. regierte. Fast alle Mätressen waren zu Beginn ihrer Karriere erwachsene Frauen, selten jünger als 25 Jahre und oft schon mit einem Mann aus niederem Adel verheiratet, der sie möglicherweise an den Hof gebracht hatte. Auslösend für eine Karriere war meist eine Liebesgeschichte, die öffentlich stattfand und ausgespielt wurde. Doch Liebe allein genügte nur in Ausnahmefällen, um offizielle Mätresse zu werden. Wer am Hof aufsteigen wollte, brauchte eine Partei, die für sie arbeitete. Mehrfach sorgten Ehemänner dafür, dass ihre Frauen zum mächtigsten weiblichen Günstling aufstiegen, woraufhin sie selbst als Premierminister des Landes der mächtigste männliche Günstling am Hof wurden. Doch gibt es auch berühmte Gegenbeispiele für offizielle Mätressen, die unverheiratet oder verwitwet waren, wie Mademoiselle de La Vallière oder Madame de Maintenon; oder für Fälle, wo nach dem Beginn einer Beziehung mit dem König eine Trennung vom Ehemann bewirkt wurde, wie bei Madame de Montespan oder bei der späteren Madame de Pompadour.

## König und Mätresse
Im 17. und 18. Jahrhundert versuchten zahlreiche europäische Fürsten, die Aristokratie und die Ständeparlamente von der traditionellen Mitregierung abzudrängen und absolutistische Herrschaftsstrukturen aufzubauen. Sie stützten sich dabei auf Leute, die ihre Stellung am Hof nur ihnen verdankten, auf Günstlinge, die ins Nichts fielen, wenn sie die königliche Gnade verloren: dazu gehörten auch die Mätressen und deren Kinder.
„Die Königlichen Natürlichen Kinder“ standen in der Rangordnung, die Christian V. 1680 für den Hof in Kopenhagen erließ, in der Ersten Rangklasse. Sie hatten damit Vortritt vor allen Adligen des Landes. Die Kinder des Königs mit seiner Mätresse waren eine Elitegruppe am Hof, die den alten hohen Adel in Schach hielt. Dieser seinerseits versuchte, die Söhne als Bastarde abzuwerten, damit sie nicht zu mächtig wurden. Dieses Spannungsgleichgewicht verhinderte, dass alter und neuer Adel sich gegen den König zusammenschlossen. Könige nahmen sich auch bewusst Mätressen einer ausgesuchten Nationalität, um ihren Herrschaftsanspruch auf ein Gebiet zu unterfüttern. So nahm sich August der Starke von Sachsen, nachdem er 1697 König von Polen wurde, eine polnische Adlige, die Fürstin von Teschen, zur Mätresse.

## Hof und Mätresse

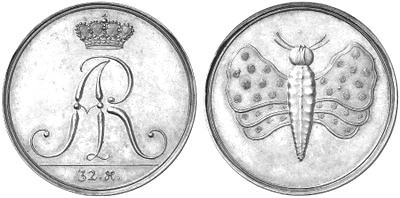
Schmetterlingstaler aus der Zeit der Anna Constantia von Brockdorff, ab 1706 Gräfin von Cosel, Mätresse Augusts des Starken. Der Schmetterling wird als Roter Apollo bezeichnet und trotz aller offenen Fragen mit der Gräfin in Verbindung gebracht.

Der Sozialwissenschaftler Norbert Elias deutet den Hof der absolutistischen Könige als Instrument deren Herrschaft über den Adel. Adlige durften keine bürgerlichen Berufe ausüben, und die Erwerbschancen für zweite und dritte Söhne hingen zum großen Teil von der Gunst des Königs und seiner Vertrauten ab, allen voran dessen Mätresse: Über sie konnte man versuchen, Zugang zum König zu erhalten und Amt und Einkommen in der neuen Verwaltung, ein Kommando im Heer oder ein besoldetes Ehrenamt am Hof. Junge Frauen aus dem Bürgertum wurden oft unter Vermittlung ihrer Eltern Mätresse, wo sie zunächst als Gouvernanten oder Hofdame tätig waren.
König und Mätresse machten aus Rittern Höflinge. Der Dreißigjährige Krieg, der die Sitten hatte verrohen lassen, war überwunden. Die Damen, allen voran die Mätresse, die Gebieterin am Hof, gaben den neuen Ton an. Sie verlangten Liebenswürdigkeit, Gefälligkeit, Rücksichtnahme – Höflichkeit. Der Hof wurde zu einer eigenen Welt, zum herausgehobenen Schauplatz, an dem die Zeitgenossen sich orientierten. Besonders Ludwig XIV. feilte das System des Hofdienstes aus.
August der Starke von Sachsen gab bei einem Staatsfest 1709 Auskunft darüber, wie er sich, die Mätresse und die Königin sah: Er erschien bei einem „Götteraufzug“ in den Straßen Dresdens als Apoll, als Gott des Lichtes, der von allen Geliebte, als der Erretter, der Schutzherr der Dichtkunst und der Musik. Er trug eine goldene Sonnenmaske. Reichsgräfin von Cosel war Diana, die Zwillingsschwester Apolls. Apoll war der Sonnengott, Diana die Mondgöttin – die anspruchsvollste Frau am Götterhimmel, die Göttin der Jagd, die mit Waffen umgeht und eine Verletzung des Anstands durch einen Mann tödlich bestraft. Die Kurfürstin Christiane Eberhardine von Brandenburg-Bayreuth saß bei diesem Götterumzug im Wagen der Priesterinnen der Vesta, der Göttin des Herdfeuers, der Familie und des Staates, um die Apoll gefreit hat.

## Königin und Mätresse
Die Fürsten führten ihre Liebesverhältnisse mit den Mätressen ganz offen und hielten ihre Ehefrauen darüber auf dem Laufenden. Georg II. etwa fragte seine Gemahlin Caroline von Brandenburg-Ansbach 1736 brieflich um Rat, als man unter dem Fenster seiner Mätresse Amalie Sophie von Wallmoden eine Leiter und einen Grafen von der Schulenburg fand. Bei wichtigen offiziellen Anlässen trat die Mätresse gemeinsam mit dem König und der Königin auf. Eine Mätresse sollte der Königin stets die ihr zustehende Ehre erweisen.
Obwohl die Ehepartner sich oft erst am Tag vor der Hochzeit kennenlernten, hatten manche Bräute sich Hoffnung auf ein kinderreiches Familienleben gemacht, wie es das an zahlreichen Höfen auch gab. Verbreitet war eine Arbeitsteilung zwischen Königin und Mätresse: „Die Königin übernahm die Fortpflanzung und Repräsentation, die Mätresse dagegen die schönen Künste und Literatur sowie die Rolle der Gastgeberin des Hoflebens“.
Offener Ehebruch oder gar eine Scheidung war trotz der sexuellen Freizügigkeit an vielen Höfen nicht möglich. Im bürgerlichen Leben wurde Ehebruch zwischen Verheirateten oft mit dem Tode bestraft. So erhob sich in einigen Ländern die Frage, ob der Ehebruch eines verheirateten Fürsten mit einer Mätresse nicht doch strafbar sei. Die Juristische Fakultät der Universität Halle erstellte dazu ein Gutachten. Gutachter waren Christian Thomasius, Nikolaus Hieronymus Gundling und Johann Peter von Ludewig. Ihr Ergebnis: Die Verachtung, die eine außereheliche Geschlechtsgemeinschaft verdient, entfällt bei großen Fürsten und Herren, da diese den Strafgesetzen nicht unterworfen sind, sondern allein Gott über ihre Handlungen Rechenschaft geben müssen. Außerdem schien die gottähnliche Stellung des Herrschers sich auch auf seine Mätresse zu übertragen.
Das Wort Maitresse hat keine maskuline Entsprechung. Zwar hatten auch Fürstinnen im Zeitalter des Barock Geliebte, doch wurde dies zum Teil nicht geduldet, sondern grausam sanktioniert (so zum Beispiel der Altonaer Arzt Johann Friedrich von Struensee, der seine Liebe zu Königin Caroline Mathilde von Dänemark 1772 mit dem Leben bezahlte); auch nahmen diese Männer bei Hof keine offizielle Position ein.

## Der politische Einfluss der Mätressen
Obwohl Mätressen in keinem Verwandtschaftsverhältnis zur herrschenden Dynastie standen, konnten sie erhebliche Macht ansammeln: Sie handelten Vorteile für Freunde und Verwandte aus, berieten den Fürsten, schmiedeten Allianzen und verhandelten mit Diplomaten anderer Mächte. Dies war insbesondere in Frankreich der Fall, wo namentlich Agnès Sorel (1428–1450) Anne de Pisseleu d’Heilly (1508–1580), Diane de Poitiers (1499–1565), Gabrielle d’Estrées (1573–1599), Madame de Montespan (1640–1707) Françoise d’Aubigné, marquise de Maintenon (1635–1719), Madame de Pompadour (1721–1764) und Marie-Jeanne Bécu, comtesse du Barry (1743–1793) erhebliche politische Macht ansammelten. Dass dies kein Automatismus war, sondern am individuellen politischen Geschick der Frauen lag, zeigen Beispiele wie Louise de La Vallière, der das nie gelang.
Der politische Einfluss der Mätressen wurde auch überschätzt. Da die Öffentlichkeit keinen Einblick in die Klientelpolitik bei Hofe oder in die Strukturprobleme des Staates hatte, führte sie Fehlentwicklungen und -entscheidungen oft auf den angeblichen Einfluss der maîtresse en titre zurück, die somit die Funktion eines Sündenbocks hatte: Auf sie statt auf den König richtete sich der geballte Zorn der Untertanen, und es entstand eine regelrechte Industrie für pornographische Schmähschriften gegen die Mätresse. Dies ist einer der Gründe für die geringe Beliebtheit Marie-Antoinettes, denn ihr Mann Ludwig XVI. hielt sich als erster der Bourbonenkönige keine Mätresse: Daher richteten sich böswillige Gerüchte, Hass und Häme der Unzufriedenen vor der Französischen Revolution gegen seine Frau, die Königin.

## Bekannte Mätressen
- Wilhelmine von Grävenitz (1685–1744)
- Aurora von Königsmarck (1662–1728)
- Wilhelmine von Lichtenau (1752–1820)
- Marie Magdalene Charlotte von Stoltzenberg (1763–1838)
- Giulia Farnese (1474–1524)
- Cecilia Gallerani (1473–1536)